# Subjekt (satsdel)
Subjekt är ett nominalt satsled som tillsammans med predikatet utgör kärnan i en sats. Svenskan och andra germanska språk har subjektstvång, vilket innebär att satser i regel måste uttrycka ett subjekt, men det finns många undantag.
I många språk kan pronominella subjektet ofta utelämnas (så kallade pro-drop-språk). Detta kan bero på att språket böjer verbet i person, vilket innebär att information om subjektet finns inbakad i verbet. Agentlösa verb, till exempel väderverb som regna och snöa, uttrycks också utan subjekt på många språk, medan svenskan sätter in ett betydelsetomt det för att möta subjektstvånget. Den spanska satsen "Llueve" saknar subjekt och översätts till svenska som "Det regnar", och italienska "Vedi questo tronco? Andrebbe bene da bruciare. È completamente secco." översätts direkt: "Ser (du) denna stock? Vore bra till bålet. Är helt torr." 
Subjekt förväxlas ibland med den semantiska rollen agent, det vill säga den eller det som utför verbhandlingen i en sats. Förväxlingen är vilseledande eftersom även passiva och agentlösa verb kan ta subjekt, och subjekt behöver inte syfta på entiteter (eller ha någon syftning alls). I exempelvis "Jag heter Elsa" är jag subjekt, trots att heta inte är en handling som kan utföras, och i "Staden attackerades av fienden" är staden subjekt trots att fienden är agent. 

## Att eftersöka subjekt
Om det bara står en nominalfras, infinitivfras eller bisats som inte är böjd i objektsform bredvid det finita verbet är den subjekt. I annat fall kan man ersätta olika satsdelar med ett personligt pronomen. Subjektet skall vara i subjektsform (han, hon, de). Ett pronomen som står i objektsform (honom, henne, dem) kan inte utgöra subjekt. En semantisk metod att finna subjektet är att ställa sig frågan: "Vem utför handlingen i det som beskrivs i satsens predikat?" ("Vem är det som gör något i meningen?") Detta fungerar dock bara för aktiva konstruktioner, och testet kan vara vanskligt i vissa sammanhang.

## Formellt och egentligt subjekt
När en sats innehåller ett formellt subjekt (FS) tar detta det egentliga subjektets (ES) plats och det egentliga subjektet hamnar på objektets plats (efter det finita verbet, kan flyttas till fundamentet). Formellt subjekt består av ordet det.
Exempel på sats med formellt subjekt på subjektets position (efter det finita verbet):
```
I går gick det inte ett enda tåg på hela dagen.
           FS-      ----[ES]----
```

Exempel på sats med formellt subjekt i fundamentet:
```
Det var kallt att gå hem genom snöstormen. 
FS-           -----------[ES]------------
```

Syntaktiskt beter sig det egentliga subjektet som objekt, och kan därför inte heller förekomma tillsammans med ett vanligt objekt:
```
*Det åt Elsa ett äpple.
 FS-    [ES] --objekt--
```

Asterisken framför exemplet markerar att konstruktionen är ogrammatisk.

## Subjektslösa satser i svenskan
Trots svenskans subjektstvång finns det många satser som saknar subjekt, eller där subjektet är underförstått. I exemplen nedan sätts ett understreck in på subjektets tänkta plats.
- Satser med imperativt verb. Dessa satser gäller alltid ett du som inte utsägs.[3] Exempel: Ät _ upp! Kom _ hem!
- Fortsättningskonstruktioner, det vill säga samordnade huvudsatser vars subjekt har samma syftning. I dessa fall kan subjektet utelämnas i alla utom den första satsen.[4] Exempel: Elsa åkte ut på natten och __ såg norrskenet. Mamma köpte vin, _ gick på kalaset och _ bjöd alla.
- Som-inledda bisatser vars huvudord motsvarar subjekt. Vissa grammatiker menar dock att subjunktionen som fungerar som subjekt i dessa fall.[2] Exempel: Elsa, som _ åkte hem tidigt…
- Satsflätor, där subjektet flyttats ut från en bisats till dess matrissats. Exempel: Elsa tror jag _ skulle komma.[2]
- Om subjektet entydigt är ett jag, vi eller det kan det i mindre formella sammanhang utelämnas i vissa konstruktioner. Exempel: _ Gick på bio igår med familjen. _ Borde vi göra om!